# 頭湖 (苗栗縣)
頭湖，是臺灣苗栗縣後龍鎮的一個傳統地域名稱，位於該鎮南部偏西。相較於今日行政區，其範圍大致為福寧里西南半部。

## 歷史
台灣清治末期至日治初期，頭湖地區為一街庄，稱為「頭湖庄」，隸屬於苗栗一堡。該庄昔日西隔西湖溪與灣瓦庄為界，北與烏眉庄為鄰，東與公司藔庄、十班坑庄為鄰，南邊為二湖庄。
1901年（日治明治三十四年）11月，全台廢縣廳改設二十廳，該庄隸屬於苗栗廳。1909年（明治四十二年）10月，合併二十廳為十二廳，該庄改隸屬於新竹廳。1920年（大正九年），廢十二廳改設五州二廳，該庄改制為「頭湖」大字，隸屬於新竹州竹南郡後龍庄。
戰後後龍庄改制為後龍鄉，隸屬於新竹縣，大字亦改制為村。1950年桃、竹、苗分治，後龍鄉改隸屬於苗栗縣。1951年，後龍鄉升格為後龍鎮，村改制為里。

## 聚落
本地區發展較早的聚落有頭湖、大藔等，在日治期初期的官方地圖上已有記載。此外，本地區尚有二湖（彭厝）、趙厝、黃厝、林厝、長坑等聚落。

## 交通
國道3號又稱「福爾摩沙高速公路」，是貫穿台灣西部的兩條縱向高速公路之一，大致以東北—西南走向經過十班坑地區東南端。境內未設交流道，東北側最近的是省道台6線交會口的後龍交流道，西南側最近的是縣道128號交會口的通霄交流道，由此等進入可快速前往台灣西部國道3號沿線各地。
省道台1線又稱「縱貫公路」，是台北至屏東楓港的傳統平面幹道，大致以東北—西南走向蜿蜒經過本地區東南部，並位於國道3號內側（西北側）。由該道路向東北可前往後龍市區、造橋談文、頭份、香山等地，向西南可前往西湖、通霄、苑裡、大甲等地。
縣道119號是龍港至三義雙連潭的道路，大致以縱向轉北北西—南南東走向經過本地區西部的西湖溪右岸地帶。由該道路向北可前往烏眉、龍港並止於省道台61線（西部濱海快速公路）後龍交流道及台6線路口，向南南東可前往西湖、銅鑼、三義雙連潭並止於縣道130號路口。